# Reino de Sanwi
El Reino de Sanwi es un reino tradicional localizado en la esquina sureste de la actual República de Costa de Marfil en África. Fue establecido aproximadamente en 1740 por nómadas del pueblo anyi de Ghana. En 1843 el reino se convirtió en un protectorado  de Francia. En 1959 este fue fusionado con Costa de Marfil y en aquel tiempo la población tribal estaba estimada en alrededor de 40.000 personas en 119 poblamientos.

## Historia
El núcleo original del posterior Reino de Sanwi se encuentra en Ghana donde conflictos entre Opokou Warreh (Ashanti) y ellos (Agni) les llevó a establecerse en los territorios de la actual Costa de Marfil.
Liderados por Amalaman Anoh, primer rey del reino Sanwi, los Agni se establecieron en Diby, en la región de Aboisso. A continuación surgieron conflictos con los Agoua, primeros ocupantes del sitio. Tras la victoria, los Agni se establecieron también en la región de Ciman. Siempre en búsqueda de tierras nuevas, Aka Essoin, el segundo del rey Amalaman Anoh, fue responsable de la expansión del reino, con capital en Krindjabo.
Tras la anexión formal del territorio a la República de Costa de Marfil, en la década de 1960 surgió un movimiento independentista y un gobierno en el exilio establecido en el vecino Ghana, con apoyo del presidente ghanés Kwame Nkrumah.

## Gobernantes
El reino recibió mucha atención después de declarar a Michael Jackson como Rey de Sanwi en 1992. Visitas recíprocas por parte de Michael Jackson y Amon N'Douffou IV se realizaron en Krinjabo y Los Ángeles respectivamente. Después de la muerte de Jackson en 2009, Jesse Jackson (sin relación con el anterior) fue declarado Príncipe en agosto de aquel año cuándo fue coronado Prince Nana por Amon N'Douffou V, Rey de Krindjabo.